# Усть-Югуш
Усть-Югуш — посёлок сельского типа в Свердловской области, входящий в муниципальное образование Артинский городской округ. Расположен в 6 км на восток от административного центра — Арти. Входит в состав территориальной администрации посёлка городского типа Арти.

## Население
По данным 2010 года, в посёлке проживает 345 человек.